# Het verdriet van België (miniserie televisiva)
Het verdriet van België è una miniserie televisiva del 1994 diretta da Claude Goretta e basata sul romanzo La sofferenza del Belgio di Hugo Claus.